# San Blas, El Fuerte
San Blas är en ort i Mexiko.   Den ligger i kommunen El Fuerte och delstaten Sinaloa, i den västra delen av landet, 1 200 km nordväst om huvudstaden Mexico City. San Blas ligger 38 meter över havet och antalet invånare är 6 353.
Terrängen runt San Blas är platt åt sydväst, men åt nordost är den kuperad. Runt San Blas är det ganska glesbefolkat, med 23 invånare per kvadratkilometer. San Blas är det största samhället i trakten. Trakten runt San Blas består till största delen av jordbruksmark.